# Bart Johnson
Bart Johnson est un acteur américain né le 13 décembre 1970 à Hollywood.

## Biographie
Bart débute en 1994 dans un épisode de Sauvés par le gong : La Nouvelle Classe (deuxième spin-off de la série Sauvés par le gong) avec Mark-Paul Gosselaar et Mario López.
En 1997, il est l’un des héros de Sunset Beach puis dans Clueless, la série, il continue de s’illustrer. En 1997, c’est Walker, Texas Ranger qui permet de le voir à l’œuvre. Après Tremors, la série, des épisodes de Babylon 5, un épisode des Experts Miami avec David Caruso c’est JAG qui lui permet de s’illustrer le temps de deux épisodes.
En 2006 il devient le coach Jack Bolton, père de Troy Bolton (Zac Efron) dans le phénomène High School Musical. Il enchaîne ensuite les films inédits ou direct to video avant de reprendre son rôle de bon père de famille compréhensif dans High School Musical 2.

## Vie privée
Le 25 septembre 1999, il épouse Robyn Lively avec qui il a trois enfants. Il est le beau-frère de Blake Lively, demi-sœur de sa femme Robyn.

## Filmographie

### Cinéma
- 1995 : Rêves de famille (My Family) de Gregory Nava : Un jeune officier
- 1997 : The Date de Francine McDougall (court métrage) : Biff
- 2006 : Evil Twins (Simon Says) de William Dear : Garth
- 2007 : Happy Valley de Tina Murgas : Doug
- 2007 : Otages de mon cœur (es) (Taking 5) de Andrew Waller : Mark Thompson
- 2007 : École paternelle 2 (Daddy Day Camp) de Fred Savage : Phil Jacobs
- 2008 : The Run de Bart Johnson (court métrage) : Scott
- 2008 : High School Musical 3 de Kenny Ortega : Jack Bolton
- 2008 : Desertion de Francine Michelle : Daniel
- 2008 : Animals de Douglas Aarniokoski : Vaughn
- 2009 : Evil Angel de Richard Dutcher : Jeff Morgan
- 2009 : The Cell 2 de Tim Iacofano (vidéo) : Skylar
- 2009 : The Yankles (en) de David R. Brooks : Sledge Dixon
- 2009 : The Harsh Life of Veronica Lambert de Nick Agiashvili : Terry
- 2010 : The Benevolent Byzantine Order of the Nobles of the Enigmatic Oracle de Bruce Dellis (court métrage) : Eugene MacClemore
- 2011 : Beautiful Wave (en) de David Mueller : Jerry
- 2011 : Vergiss nie, dass ich Dich Liebe de Carlo Rola : Eric Lawton
- 2011 : Cross de Patrick Durham (vidéo) : Landon McCrae
- 2011 : Swing It de Darrin Fletcher et Chet Thomas (court métrage) : Jeune soldat
- 2012 : A Green Story de Nick Agiashvili : Mr Frederick
- 2013 : Vampire University (Vamp U) de Matt Jespersen et Maclain Nelson : Ted Keller
- 2013 : The Saratov Approach (en) de Garrett Batty : Sénateur Smith
- 2014 : Rachel's Return de Victor Thomas Di Tommaso : Conseiller Reynolds
- 2014 : Locker 13 (en) de Bruce Dellis, Jason Marsden, Matthew Mebane, Adam Montierth et Donovan Montierth : Eugene MacClemore
- 2014 : #Stuck de Stuart Acher : Drew-The OtherMover
- 2014 : Saints and Soldiers, le sacrifice des blindés  (Saints and Soldiers: The Void) de Ryan Little : Captaine Davis

### Télévision

#### Téléfilms
- 2006 : High School Musical de Kenny Ortega : Jack Bolton
- 2007 : High School Musical 2 de Kenny Ortega : Jack Bolton
- 2008 : Rendez-vous meurtrier (Murder.com) de Rex Piano : Garner
- 2011 : Chéri, j'ai agrandi le chien (Monster Mutt) de Todd Tucker : Jeff Taylor
- 2011 : Bird Dog de Mike Robe : Nate Sweely
- 2011 : Un souhait pour Noël (A Christmas Wish) de Craig Clyde : Cal Evans
- 2012 : Le Tueur du campus (Campus Killer) de John Stimpson : Logan
- 2013 : À la recherche de l'esprit de Noël (The Christmas Spirit) de Jack Angelo : Daniel Huntslar
- 2014 : Entre le cœur et la raison (Perfect on Paper) de Ron Oliver : Ben Goldstein
- 2019 : Le Noël des héros (Holiday for Heroes) de Clare Niederpruem : Tom Daniels
- 2019 : Tout n'est qu'illusion (The House on the Hill) de Nadeem Soumah : Brunson
- 2020 : Ado, riche et enceinte (Young, Stalked, and Pregnant) de Robert Malenfant : Mike Collier

#### Séries télévisées
- 1993 : Crossroads (en) : Frosty (Saison 1 - Épisode 10)
- 1994 : Sauvés par le gong : La Nouvelle Classe (Saved by the Bell: The New Class) : Clint (Saison 2 - Épisode 16)
- 1995 : Diagnostic : Meurtre (Diagnosis Murder) : Un policier (Saison 2 - Épisode 16)
- 1995 : Une rue du tonnerre (en) (Thunder Alley) : Buzzard Boy (Saison 2 - Épisode 18)
- 1997 : Clueless : Shnrv Mchnick (Saison 1 - Épisode 15)
- 1997 : Walker, Texas Ranger : Wyatt McLain (Saison 6 - Épisode 1)
- 1997-2004 : JAG : Lieutenant Johnson / Ray Scanlon (Saison 3 - Épisode 9 et Saison 10 - Épisode 7)
- 1998 : Babylon 5 : Ranger (Saison 5 - Épisode 3)
- 1998-1999 : Hyperion Bay : Nelson Tucker (17 épisodes)
- 1999 : Sunset Beach : Roger (Épisode 716)
- 2003 : Tremors : Député Mack (Saison 1 - Épisode 12)
- 2004 : Les Experts : Miami (CSI: Miami) : Matt Bolton (Saison 2 - Épisode 13)
- 2004 : La Vie avant tout (Strong Medicine) : Jake Matousak (Saison 5 - Épisode 19)
- 2006 : Eve : Anthony (Saison 3 - Épisode 13)
- 2007 : Las Vegas : Barry Bertowski (Saison 5 - Épisode 4)
- 2011 : Hot in Cleveland : Mark (Saison 2 - Épisode 20)
- 2012-2013 : The Client List : Beau Berkhalter (Saison 1 - Épisode 4 et 7, Saison 2 - Épisode 11)
- 2014 : Gortimer Gibbon's Life on Normal Street (en) : Will Fuller (Saison 1 - Épisode 3)
- 2019 : Hawaii-5-0 (Saison 10 - Épisode 19) : Jake
- 2024 : Landman